# 符元亮
符元亮（1910年1月—1988年1月31日），曾用名符慎寅、符中真、符慎、刘彦、方根、傅醒初等。河南卢氏县三川镇（今属栾川县）柳子村人。中国共产党政治人物、中国近代政治人物。

## 生平

### 早年生涯
1926年，进入卢氏县城高等学堂。1928年，考入河南省立开封一中。1929年夏，加入“青年反帝同盟”和中国共产主义青年团。同年10月，加入中国共产党，因发动学潮被开除学籍。不久，改名符中真，到开封高阳中学学习，并担任共青团开封市委委员职务。期间，创办《火信》刊物，受到鲁迅支持。1930年夏，他考入河南大学补习班。因国民党开始大范围清党运动，他被迫撤离开封，进入国军第七十五师开展兵运工作。不久，省委派中共豫中特委书记杨健民为军委会书记，符元亮等4人为委员，准备发动暴动。后因暴动计划被发现而流产。同年冬，符元亮任共青团豫中特委委员，参加了由中共豫中特委和尉氏县委领导的农民暴动。1931年初，中共省委派他赴豫南工作，任中共临颍县委书记。后历任共青团豫南特委书记和中共豫南特委委员等职务。同年11月，中共鄂豫陕省委为了加强苏区工作，决定将原属中共河南省委领导的中共豫南特委归其领导。
1932年1月，杨健民与符元亮率豫南特委选出的30余名党员代表前往鄂豫边的新集（即新县），参加了鄂豫皖省第一次党员代表大会。不久参加豫南党的工作会议。会后任中共豫南特委常委，负责特委全面工作。是年3月，符元亮组织领导了确山农民参加的“抢粮”斗争，并在此基础上组建确山赤卫游击队。4月，符元亮正式担任中共豫南特委书记职务。6月，在信阳火车站被国军三十路军宪兵逮捕。1933年2月，因无法获得口供和证据，国军宪兵只好放符元亮出狱。中共地下党安排其任中共河南省工委委员兼任共青团河南省委书记，重建豫南和开封等地的党团组织。同年6月，符元亮旧伤复发，病情严重，经中共河南省工委批准，回卢氏县三川柳子村家乡休养。
次年，中共河南省委派段永健前来卢氏探望，符力亮仍病体末愈，行不离杖，难返工作岗位。此后，符元亮便失去联系。

### 抗日战争期和二次国共内战
1938年春，符元亮病情缓轻，奔赴卢氏县城，和揣得为等人，做通卢氏县长李万里工作，举办抗日救亡训练班。不久，国民政府陕州专署下令拘捕，符元亮机智逃脱。1941年夏，符元亮曾向奉调将赴延安的中共卢氏县委书记刘尊世提出随其赴陕问题，刘劝其继续在地方隐蔽工作。
1948年9月，符元亮担任荣川县干部学校副校长。1949年春，调任陕州专署文教科副科长。

### 共和国成立后
1953年，因所谓历史问题被错判入狱，1956年释放。文化大革命期间再次受到冲击，直到1979年始得平反。1980年2月，由中共洛阳地委批准，恢复公职，任栾川县人民政府顾问。1984年5月，经组织批准离职休养。1985年8月，洛阳地委批准其重新入党。
1988年1月31日，病逝于栾川县，享年78岁。